# Sillon lacrymal
Le sillon lacrymal est un sillon de la paroi médiale de l'orbite.

## Structure
Le sillon lacrymal est constitué de l'union des sillons lacrymaux de l'os lacrymal et du maxillaire.
Sur l'os maxillaire, il est situé sur la face orbitaire du processus frontal à l'arrière de la crête lacrymale antérieure.
Sur l'os lacrymal, il est situé sur la face externe devant la crête lacrymale postérieure.
L'ensemble des deux sillons forme la fosse du sac lacrymal qui se poursuit en bas par le canal naso-lacrymal débouchant dans le méat nasal.
Il permet le passage du conduit naso-lacrymal.

## Galerie

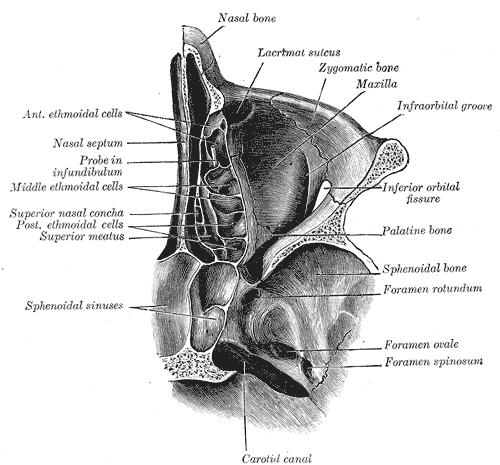
Coupe horizontale des cavités nasales et orbitales.